# Okręg Rochechouart
Okręg Rochechouart (fr. Arrondissement de Rochechouart) – okręg w południowej Francji. Populacja wynosi 35 300.

## Podział administracyjny
W skład okręgu wchodzą następujące kantony:
- Oradour-sur-Vayres,
- Rochechouart,
- Saint-Junien-Est,
- Saint-Junien-Ouest,
- Saint-Laurent-sur-Gorre,
- Saint-Mathieu.